# サーフ・メサ
サーフ・メサ（英：Surf Mesa、本名：Powell Aguirre、2000年4月10日 - ）は、アメリカ合衆国シアトル出身のエレクトロニック・ミュージシャン。フランキー・ヴァリの名曲「Can't Take My Eyes Off You（邦題：君の瞳に恋してる）」（1967年）のカヴァー音源をサンプリングしたシングル「ily (i love you baby)」（2019年）はTikTokで人気を博し、名声を得た。 

## バイオグラフィー
シアトル出身。ジャズサックス奏者の息子であるサーフ・メサは、 小学校3年生の頃からYouTubeのチュートリアル動画で音楽製作ソフトFL Studioの音楽制作方法を学び、高校時代にはSoundCloudにて自身の楽曲を公開。 大学でコンピューター・サイエンスを学ぶためにアリゾナへの移住を計画していたが、足を骨折し、3ヶ月間寝たきりの状態に陥る。この間、サーフ・メサは音楽制作に専念することとなった。 

その後、ロサンゼルスに気になっていた女性を訪ねたことをきっかけに、自身のミュージシャンとしての活躍の可能性を実感し、ロサンゼルスへの移住を決意。 2019年、アレクサ・ダニエルをフィーチャリングしたデビュー・シングル「Taken Away」と、デビューEP『Bedroom』をリリース。 同年11月に歌手Emileeの「Can't Take My Eyes Off You」のカヴァーを元にした楽曲「ily (i love you baby)」をリリースした。 同曲はTikTokで絶大な人気を博し、アギーレはアストラルワークスとユニバーサル ミュージックと契約を結ぶ。  同曲は国際的なヒットとなり、オーストリア、ドイツ、スイス、スコットランド、オランダ、マレーシア、シンガポールでトップ10入りを果たし、ビルボードのホット・ダンス/エレクトロニック・ソングチャートでもトップ5入りを記録した。 

2020年6月、米音楽プロデューサー、マシュメロと米歌手、ホールジーの楽曲「Be Kind」のオフィシャル・リミックスを手掛け、 2020年12月には米歌手のショーン・メンデスの楽曲「Wonder」のリミックスも手掛けた。

## ディスコグラフィー

### EP
| 題名    | 詳細                                                                                                 |
| ------- | --- |
| Bedroom | - リリース：2019年4月19日 - レーベル：Surf Mesa - フォーマット：デジタルダウンロード、ストリーミング |

### シングル
「Taken Away」 (feat. Alexa Danielle)（2019年）
「ily (i love you baby)」（feat. Emilee)（2019年）
「Somewhere」（feat. Gus Dapperton)（2020年）

### リミックス
「Sleeper (Surf Mesa Remix)」（2019年）
「Be Kind (Surf Mesa Remix)」（2020年）
「Wonder (Surf Mesa Remix)」（2020年）